# 돈보다, 남자
《돈보다, 남자》는 2003년 1월 17일에 MBC에서 방영한 베스트극장이다.

## 등장 인물

### 주요 인물
- 심형탁 : 석현 역 - 병원 도서관 사서
- 강소정 : 은화 역 – 건축회사 비서실 근무

### 그 외 인물
- 김인문 : 은화의 아버지 역
- 최병학
- 이정훈
- 최영재
- 최자혜 : 영주 역 - 은화의 친구이자 동료
- 강용석
- 김정수
- 정기성
- 김나영
- 이정민
- 최민준